# 大神村 (大分県)
大神村（おおがむら）は、かつて大分県速見郡に存在した村である。現在の日出町東部に当たり、その大字として現存する。

## 歴史

### 近世まで
平安時代中期に編まれた『和名類聚抄』に、速見郡の5つの郷のひとつとして大神郷が挙げられており、実際には奈良時代には大神郷が成立していたと推定されている。
中世に入ると、荘園となり、大神荘が成立した。江戸時代に入ると大神村となり、1643年（寛永20年）に北大神村と南大神村に分村した。

### 近代
- 1875年（明治8年） - 北大神村と南大神村が合併し、大神村が成立。1876年（明治9年）の人口は2,715人。
- 1889年（明治22年）4月1日 - 町村制施行により、大神村・真那井村が合併して大神村が成立。大神、真那井はそれぞれ大神村の大字となる。1891年（明治24年）の人口は4,225人。
- 1952年（昭和27年）6月1日 - 大字大神に国鉄日豊本線大神駅が新設される。
- 1954年（昭和29年）3月31日 - 日出町・豊岡町・藤原村・大神村・川崎村の5町村が対等合併し、新町制による日出町となる。大字大神、真那井はそれぞれ日出町の大字となる。

## 交通
※消滅直前のデータ

### 鉄道
- 日本国有鉄道（国鉄）日豊本線 - 大神駅

### 道路
- 国道213号